# Protesty w Serbii (1996–1997)
Protesty w Serbii (1996–1997) – seria protestów trwająca od 18 listopada 1996 do 15 lutego 1997 roku w Serbii, wówczas republiki wchodzącej w skład Federalnej Republiki Jugosławii. Powodem masowych wystąpień było nieuznanie wyników wyborów samorządowych przez Socjalistyczną Partię Serbii i Jugosłowiańską Lewicę. Protesty wygasły w wyniku starć z policją, skłócenia opozycji, ograniczonej reakcji zagranicy, ale też wobec ostatecznie dopuszczenia przez Slobodana Miloševicia przedstawicieli opozycji do władzy w miastach, w których wygrała ona wybory.

## Przyczyny

### Scena polityczna w Serbii w latach 1995–1997
Po zakończeniu wojen w Bośni i Hercegowinie oraz Chorwacji Serbowie liczyli na przeprowadzenie demokratyzacji państwa. Niezadowolenie społeczne wzbudzał rezultat rozmów w Dayton, zubożenie mieszkańców, wprowadzenie sankcji gospodarczych, izolacja Federalnej Republiki Jugosławii na arenie międzynarodowej oraz niechęć prezydenta Serbii, Slobodan Miloševicia, i Socjalistycznej Partii Serbii (serb. Socijalistička partija Srbije, SPS) do demokratyzacji państwa. Po 1995 roku wśród działaczy opozycji pojawiła się nadzieja, że społeczeństwo zdecyduje się odsunąć od władzy SPS podczas najbliższych wyborów parlamentarnych, bądź też nastąpią zmiany w samych strukturach władz.
W 1996 roku miały odbyć się wybory parlamentarne i samorządowe. Lider Partii Demokratycznej (serb. Demokratska stranka, DS) Zoran Đinđić zainicjował utworzenie bloku opozycyjnego, noszącego nazwę Zajedno (pol. Razem). Początkowo koalicję współtworzyły trzy partie: Partia Demokratyczna, Serbski Ruch Odnowy (serb. Srpski pokret obnove, SPO) Vuka Draškovicia i Obywatelski Sojusz Serbii Vesny Pešić. Następnie do koalicji dołączyła Demokratyczna Partia Serbii (serb. Demokratska stranka Srbije, DSS) Vojislava Koštunicy. 29 września 1996 roku odbyła się konferencja prasowa, podczas której Zoran Đinđić, Vuk Drašković, Vojislav Koštunica i Vesna Pešić przedstawili założenia koalicji.
Na korzyść bloku przemawiało zjednoczenie części partii opozycyjnych oraz malejąca na przestrzeni lat frekwencja wyborcza, pomniejszająca odsetek zwolenników SPS. Wkrótce po dołączeniu DSS pojawił się konflikt pomiędzy Koštunicą a Draškoviciem. Drašković oskarżał Koštunicę o rozbicie Demokratycznego Ruchu Serbii w połowie 1992 roku, a Koštunica krytykował Draškovicia za współpracę jego partii z SPS na pewnych szczeblach administracyjnych. Spory w koalicji wywoływały również dyskusje nad rozszerzeniem koalicji o skrajnie prawicową i nacjonalistyczną Serbską Partię Radykalną (serb. Srpska radikalna stranka, SRS) Vojislava Šešelja. Za przyłączeniem SRS opowiadał się Koštunica, przeciwko był Drašković. Ostatecznie SRS nie weszła w skład koalicji. Podczas kampanii wyborczej przed wyborami parlamentarnymi lider tej partii publicznie atakował zarówno SPS jak i Zajedno, podkreślając jednak, że w koalicji partii opozycyjnych są jeszcze godni i szanowni ludzie. W wyborach samorządowych Zajedno wystartowało bez DSS.

### Wybory parlamentarne i samorządowe
3 listopada 1996 roku odbyły się wybory parlamentarne i samorządowe. W wyborach parlamentarnych frekwencja wyniosła 60,3%. 45,4% głosów zdobyła koalicja Socjalistyczna Partia Serbii/Jugosłowiańska Lewica/Nowa Demokracja. Drugie miejsce zajęła koalicja Zajedno z 23,8% głosów. Serbska Partia Radykalna otrzymała 18,8% głosów. 17 listopada odbyła się druga tura wyborów samorządowych.
W wyborach samorządowych Zajedno wygrało na obszarze 28% Serbii, zamieszkałej przez 38% ludności kraju. Koalicja zwyciężyła głównie w największych miastach, gdzie mieściły się uniwersytety, stacje telewizyjne i radiowe, tj. w Belgradzie, Bajinoj Bašti, Čačaku, Kragujevacu, Niszu, Trsteniku i Zrenjaninu. W sumie SPS utraciła władzę w czterdziestu miastach i gminach. Początkowo SPS uznała przegraną w większych miastach, lecz, na polecenie Miloševicia, dzień później przedstawiciele partii zaczęli zgłaszać, iż w niektórych okręgach opozycja dopuściła się kradzieży kart wyborczych. Przed oficjalnym zakończeniem liczenia głosów ogłoszono wyniki w okręgach, w których dominowała SPS. Oficjalne ogłoszenie wyników przełożono z powodu konieczności ponownego przeliczenia głosów. Zdaniem serbskiego politologa, Slobodana Antonicia, fałszerstw wyborczych dopuściła się SPS oraz przewodnicząca Jugosłowiańskiej Lewicy (serb. Jugoslovenska Levica, JL) Mirjana Marković – żona Slobodana Miloševicia.

### Protesty
Duża część społeczeństwa nie wierzyła podporządkowanym władzy mediom głoszącym, że konieczne jest ponowne przeliczenie głosów dla zachowania procedur prawnych. Pierwsze protesty rozpoczęły się 18 listopada w Niszu, gdzie protestowało około tysiąca osób. 19 listopada w Niszu protestowało już 35 tys. osób. 20 listopada odbył się pierwszy protest w Belgradzie, gdzie na ulice wyszło 100 tys. osób. 22 listopada w Belgradzie zaczęli protestować studenci i pracownicy naukowi. Liderzy środowisk studenckich nie zgadzali się na współpracę z Zajedno tłumacząc, że demonstrują jako obywatele, a nie w ramach poparcia politycznego dla opozycji. 30 listopada w stolicy protestowało 200 tys. osób. Podczas protestów o pokojowym charakterze społeczeństwo wyrażało swój sprzeciw poprzez hałasowanie piszczałkami, drewnianymi klekotkami, dzwonkami, trąbkami i innymi przedmiotami. W czasie nadawania wiadomości przez media rządowe obywatele wyglądali przez okna bądź wychodzili na tarasy, hałasując garnkami, piszczałkami i grzechotkami.
W Domu Zgromadzenia Federalnej Republiki Jugosławii posłowie SPO i DS rozpoczęli strajk głodowy. Część opozycji obawiała się, że na ulicach dojdzie do konfrontacji z policją, a demonstracje mogą przerwać prace komisji wyborczych i uniemożliwić podliczenie wszystkich głosów. Poparcie dla protestujących wyraził Serbski Kościół Prawosławny.
Na początku grudnia przewodniczący Skupštiny Dragan Tomić poinformował, że protesty nie mają charakteru demokratycznego oraz pokojowego, co usprawiedliwia użycie siły przeciwko manifestantom. Aby osłabić protesty, władze ograniczyły działalność wolnych mediów i 3 grudnia nakazano wyłączenie rozgłośni radiowych: belgradzkich rozgłośni Radio B92 i Radio Index, a także Radio Boom 93 z Požarevaca i Radia 5 z Niszu. Dziennikarzom dzienników Blica i Naša Borba nakazano nie zajmować się polityką i zmienić dotychczasowy sposób pisania. W mediach podawano, że Vuk Drašković wzywa obywateli do zbrojnego powstania. 24 grudnia Milošević zorganizował kontrmanifestacje. Podczas starcia obu manifestacji śmiertelnie pobito zwolennika opozycji – Predraga Starčevicia. Rannych zostało 59 osób, w tym Ivica Lazović. Zarówno Starčević jak i Lazović byli członkami SPO.
W połowie grudnia Slobodan Milošević zaprosił do Serbii wysłanników OBWE. Wizytę zaakceptowali Drašković i Đinđić, jednak przywódcy Zajedno podkreślali, że nie przerwą protestów. W tym samym czasie Drašković i Đinđić zmarginalizowali rolę Koštunicy w protestach. Wysłannicy OBWE ogłosili, że opozycja bezspornie wygrała wybory w największych miastach, a władze muszą uznać wyniki wyborów.

### Reakcja opinii międzynarodowej
Departament Stanu Stanów Zjednoczonych zaapelował o poszanowanie norm demokratycznych w przeliczeniu głosów i weryfikacji rezultatów wyborczych. Większość państw zachodnich początkowo obojętnie przyjęło wydarzenia w Serbii, co spotkało się z ogromnym rozczarowaniem uczestników protestów. Zoran Đinđić i Vesna Pešić wystosowali pismo do polityków z Unii Europejskiej, w którym agresywnie skrytykowali bierność Europy wobec działań Miloševicia. W odpowiedzi ambasadorowie Stanów Zjednoczonych i państw Unii Europejskiej spotkali się z ministrem spraw zagranicznych Federalnej Republiki Jugosławii – Milanem Milutinoviciem, a przedstawiciel Stanów Zjednoczonych, Richard Miles, dwukrotnie rozmawiał z Miloševiciem. Rozmowy nie przyniosły żadnych skutków. Niemiecki polityk Günter Verheugen zwracał uwagę na skrajnie nacjonalistyczne poglądy części członków Zajedno, m.in. Draškovicia. Kontrowersje wzbudzały również dobre relacje między Đinđiciem a byłym prezydentem Serbskiej Republiki Bośni i Hercegowiny i zbrodniarzem wojennym – Radovanem Karadžiciem. Wobec przedłużających się protestów państwa zachodnie zaczęły domagać się od Miloševicia poszanowania zasad demokratycznych.
Według polskiej bałkanistki, Mirelli Korzeniewsko-Wiszniewskiej, skrajne poglądy opozycji mogły przyczynić się do niewielkiego zainteresowania opinii międzynarodowej wydarzeniami w Serbii. Sam Milošević wówczas uchodził za polityka bardziej umiarkowanego i wyważonego, a przede wszystkim przewidywalnego. Zachód obawiał się, że w przypadku zwycięstwa opozycji mogłoby dojść do odrzucenia warunków porozumienia z Dayton, w wyniku czego doszłoby do wybuchu nowej wojny na Bałkanach.

### Zakończenie protestów
W nocy z 2 na 3 lutego policja starła się z protestującymi przy wejściu na most Branko w Belgradzie. Służby porządkowe użyły armatek wodnych, mimo ujemnej temperatury powietrza. Podczas starć pobito około tysiąca uczestników manifestacji.
Starcia z policją zniechęciły część obywateli do kontynuowania protestu oraz umożliwiły Miloševiciowi skłócenie opozycji. Według Slobodana Antonicia protesty zakończyły się w wyniku zmęczenia Serbów, uczestniczących od ponad dwóch miesięcy w nieustannych manifestacjach.
11 lutego Milošević zdecydował się anulować wcześniejsze postanowienia sądowe i oddał opozycji miejsca zdobyte podczas wyborów. Decyzja ta została odebrała jako pokazowy gest wobec polityków zachodnich. Zdaniem polskiej politolog, Dominiki Mikuckiej-Wójtowicz, Milošević uznał wyniki wyborów, obawiając się nałożenia kolejnych sankcji na Federalną Republikę Jugosławii. Decyzja prezydenta Serbii spotkała się z aprobatą Stanów Zjednoczonych i przedstawicieli Unii Europejskiej. Stwierdzono, że uznanie wyników wyborów samorządowych stanowi pierwszy krok na drodze demokratyzacji Serbii. 15 lutego protesty zakończono.
21 lutego Zoran Đinđić objął urząd burmistrza Belgradu. W wyniku zakończenia protestów i ambicji przywódców partii wchodzących w skład Zajedno, z których każdy chciał być jedynym kandydatem opozycyjnym w wyborach prezydenckich zaplanowanych na 7 grudnia 1997 roku, koalicja się rozpadła. Zdaniem Draškovicia koalicja rozpadła się po tym, jak podczas protestów Đinđić potajemnie spotkał się z Miloševiciem. W tracie spotkania politycy mieli między sobą uzgodnić warunki rozwiązania kryzysu politycznego.